# Myroconger gracilis
Myroconger gracilis är en fiskart som beskrevs av Castle, 1991. Myroconger gracilis ingår i släktet Myroconger och familjen Myrocongridae. Inga underarter finns listade i Catalogue of Life.